# Ali Marsel
Ali Marsel (en arabe : علي مرسل) est un footballeur algérien né le 11 septembre 1975 à Mascara. Il évoluait au poste de milieu défensif.

## Biographie
Il évolue en première division algérienne avec son club formateur, le GC Mascara, l'USM Alger, ou il a remporté le championnat d'Algérie en 1996 et la coupe en 1997, l'USM El Harrach, le RC Kouba, l'US Chaouia, le MC Saïda et enfin le CA Bordj Bou Arreridj.

## Palmarès
| USM Alger - Championnat d'Algérie (1) : - Champion : 1995-96 - Coupe d'Algérie (1) : - Vainqueur : 1996-97. |  | CA Bordj Bou Arreridj - Coupe d'Algérie : - Finaliste : 2008-09. |